# Mistrzostwa Ameryki Północnej w Skokach Narciarskich 2019
Mistrzostwa Ameryki Północnej w Skokach Narciarskich 2019 – zawody w skokach narciarskich rozegrane w kompleksie Whistler Olympic Park w kanadyjskim Whistler 16 i 17 marca 2019.

## Przebieg zawodów
W programie zawodów w skokach narciarskich znalazły się konkursy open na skoczniach dużej i normalnej oraz zawody U16 na obiekcie normalnym. W rywalizacji w kategorii open wziąć udział mogli wyłącznie zawodnicy i zawodniczki posiadający w dniu zawodów ważną licencję FIS, podczas gdy do zawodów U16 wymagana była jedynie licencja krajowego związku narciarskiego. W kategorii U16 wziąć udział mogli sportowcy, którzy nie ukończyli 16 lat według stanu na 1 stycznia 2019 (urodzeni w 2003 i młodsi). Zawody rozegrano łącznie z Mistrzostwami Ameryki Północnej w Kombinacji Norweskiej 2019. Pula nagród całej imprezy wyniosła 5 tysięcy dolarów.
W rywalizacji na skoczni normalnej w zmaganiach w kategorii open najlepsi byli Amerykanka Anna Hoffmann i Kanadyjczyk Nathaniel Mah, a w grupie U16 Amerykanka Rachael Haerter i Kanadyjczyk Stéphane Tremblay. W zawodach skoków narciarskich na skoczni dużej, podobnie jak na mniejszym obiekcie, zwyciężyli Amerykanka Anna Hoffmann i Kanadyjczyk Nathaniel Mah.

## Medaliści

### Kobiety
| Konkurs                    | Złoto           | Srebro         | Brąz          |
| -------------------------- | --------------- | -------------- | ------------- |
| indywidualny open (HS 142) | Anna Hoffmann   | Annika Belshaw | Nicole Maurer |
| indywidualny open (HS 104) | Anna Hoffmann   | Annika Belshaw | Paige Jones   |
| indywidualny U16 (HS 104)  | Rachael Haerter | Tess Arnone    | Macey Olden   |

### Mężczyźni
| Konkurs                    | Złoto             | Srebro            | Brąz              |
| -------------------------- | ----------------- | ----------------- | ----------------- |
| indywidualny open (HS 142) | Nathaniel Mah     | Sam Bolton        | Beckett Ledger    |
| indywidualny open (HS 104) | Nathaniel Mah     | Nigel Lauchlan    | Sam Bolton        |
| indywidualny U16 (HS 104)  | Stéphane Tremblay | Gunnar Gilbertson | Niklas Malacinski |

## Wyniki

### Mężczyźni

#### Skocznia duża, open (17.03.2019)
| M   | Zawodnik          | Reprezentacja     | Skok 1 | Skok 2 | Punkty |
| --- | ----------------- | ----------------- | ------ | ------ | ------ |
| 1.  | Nathaniel Mah     | Kanada            | 133,5  | 117,5  | 227,8  |
| 2.  | Sam Bolton        | Wielka Brytania   | 134,5  | 119,5  | 218,2  |
| 3.  | Beckett Ledger    | Stany Zjednoczone | 120,0  | 109,0  | 181,2  |
| 4.  | Stéphane Tremblay | Kanada            | 113,5  | 115,0  | 180,8  |
| 5.  | Nigel Lauchlan    | Kanada            | 127,5  | 98,5   | 173,8  |
| 6.  | Gunnar Gilbertson | Stany Zjednoczone | 117,5  | 105,0  | 164,0  |
| 7.  | Niklas Malacinski | Stany Zjednoczone | 112,0  | 101,5  | 154,8  |
| 8.  | Noah Rolseth      | Kanada            | 108,5  | 103,0  | 147,2  |
| 9.  | Skyler Amy        | Stany Zjednoczone | 109,5  | 98,0   | 142,5  |
| 10. | Erik Belshaw      | Stany Zjednoczone | 105,5  | 95,5   | 129,8  |
| 11. | Jonas Rolseth     | Kanada            | 98,5   | 88,5   | 100,1  |
| 12. | Zachary Selzman   | Stany Zjednoczone | 85,5   | 81,5   | 63,6   |
| 13. | Gavin Head        | Kanada            | 86,0   | 84,0   | 59,0   |
| 14. | Samuel Duncalf    | Kanada            | 85,5   | 80,0   | 45,9   |
| 15. | Gus Compton       | Stany Zjednoczone | 71,0   | 67,0   | 6,8    |

#### Skocznia normalna, open (16.03.2019)
| M  | Zawodnik       | Reprezentacja     | Skok 1 | Skok 2 | Punkty |
| -- | -------------- | ----------------- | ------ | ------ | ------ |
| 1. | Nathaniel Mah  | Kanada            | 97,5   | 96,5   | 230,5  |
| 2. | Nigel Lauchlan | Kanada            | 93,5   | 94,0   | 212,5  |
| 3. | Sam Bolton     | Wielka Brytania   | 91,5   | 94,0   | 207,5  |
| 4. | Beckett Ledger | Stany Zjednoczone | 85,5   | 97,5   | 185,0  |
| 5. | Gus Compton    | Stany Zjednoczone | 59,5   | 59,5   | 69,0   |

#### Skocznia normalna, U16 (16.03.2019)
| M   | Zawodnik          | Reprezentacja     | Skok 1 | Skok 2 | Punkty |
| --- | ----------------- | ----------------- | ------ | ------ | ------ |
| 1.  | Stéphane Tremblay | Kanada            | 101,5  | 103,5  | 245,5  |
| 2.  | Gunnar Gilbertson | Stany Zjednoczone | 95,5   | 95,0   | 210,5  |
| 3.  | Niklas Malacinski | Stany Zjednoczone | 92,5   | 89,5   | 205,5  |
| 4.  | Skyler Amy        | Stany Zjednoczone | 93,5   | 87,5   | 202,0  |
| 5.  | Erik Belshaw      | Stany Zjednoczone | 92,5   | 89,5   | 200,5  |
| 6.  | Noah Rolseth      | Kanada            | 91,5   | 91,0   | 200,0  |
| 7.  | Jonas Rolseth     | Kanada            | 90,5   | 83,5   | 185,0  |
| 8.  | Samuel Duncalf    | Kanada            | 81,0   | 81,5   | 151,0  |
| 9.  | Zachary Selzman   | Stany Zjednoczone | 78,5   | 75,5   | 141,5  |
| 10. | Gavin Head        | Kanada            | 75,5   | 71,5   | 120,0  |
| 11. | Ben Brunton       | Kanada            | 59,5   | 61,5   | 65,0   |

### Kobiety

#### Skocznia duża, open (17.03.2019)
| M  | Zawodniczka     | Reprezentacja     | Skok 1 | Skok 2 | Punkty |
| -- | --------------- | ----------------- | ------ | ------ | ------ |
| 1. | Anna Hoffmann   | Stany Zjednoczone | 102,5  | 106,0  | 135,8  |
| 2. | Annika Belshaw  | Stany Zjednoczone | 103,0  | 94,5   | 120,5  |
| 3. | Nicole Maurer   | Kanada            | 93,5   | 89,5   | 91,4   |
| 4. | Samantha Macuga | Stany Zjednoczone | 88,5   | 93,5   | 85,6   |
| 5. | Paige Jones     | Stany Zjednoczone | 92,5   | 80,5   | 64,4   |
| 6. | Rachael Haerter | Stany Zjednoczone | 86,5   | 85,5   | 63,6   |
| 7. | Macey Olden     | Stany Zjednoczone | 81,5   | 75,0   | 33,2   |
| 8. | Alexa Brabec    | Stany Zjednoczone | 77,5   | 70,0   | 21,0   |
| 9. | Tess Arnone     | Stany Zjednoczone | 70,5   | 70,5   | 8,8    |

#### Skocznia normalna, open (16.03.2019)
| M  | Zawodniczka     | Reprezentacja     | Skok 1 | Skok 2 | Punkty |
| -- | --------------- | ----------------- | ------ | ------ | ------ |
| 1. | Anna Hoffmann   | Stany Zjednoczone | 89,5   | 90,5   | 196,5  |
| 2. | Annika Belshaw  | Stany Zjednoczone | 88,0   | 86,5   | 187,0  |
| 3. | Paige Jones     | Stany Zjednoczone | 81,5   | 84,5   | 164,5  |
| 4. | Samantha Macuga | Stany Zjednoczone | 80,5   | 78,0   | 145,5  |
| 5. | Nicole Maurer   | Kanada            | 70,5   | 74,5   | 122,0  |

#### Skocznia normalna, U16 (16.03.2019)
| M  | Zawodniczka        | Reprezentacja     | Skok 1 | Skok 2 | Punkty |
| -- | ------------------ | ----------------- | ------ | ------ | ------ |
| 1. | Rachael Haerter    | Stany Zjednoczone | 77,0   | 78,5   | 138,5  |
| 2. | Tess Arnone        | Stany Zjednoczone | 65,5   | 74,0   | 109,0  |
| 3. | Macey Olden        | Stany Zjednoczone | 70,0   | 70,0   | 105,0  |
| 4. | Alexa Brabec       | Stany Zjednoczone | 65,5   | 66,5   | 93,5   |
| 5. | Alexandria Loutitt | Kanada            | 56,5   | 60,5   | 62,0   |